# Scopula delitata
Scopula delitata là một loài bướm đêm trong họ Geometridae.